# Напівоболонкова куля

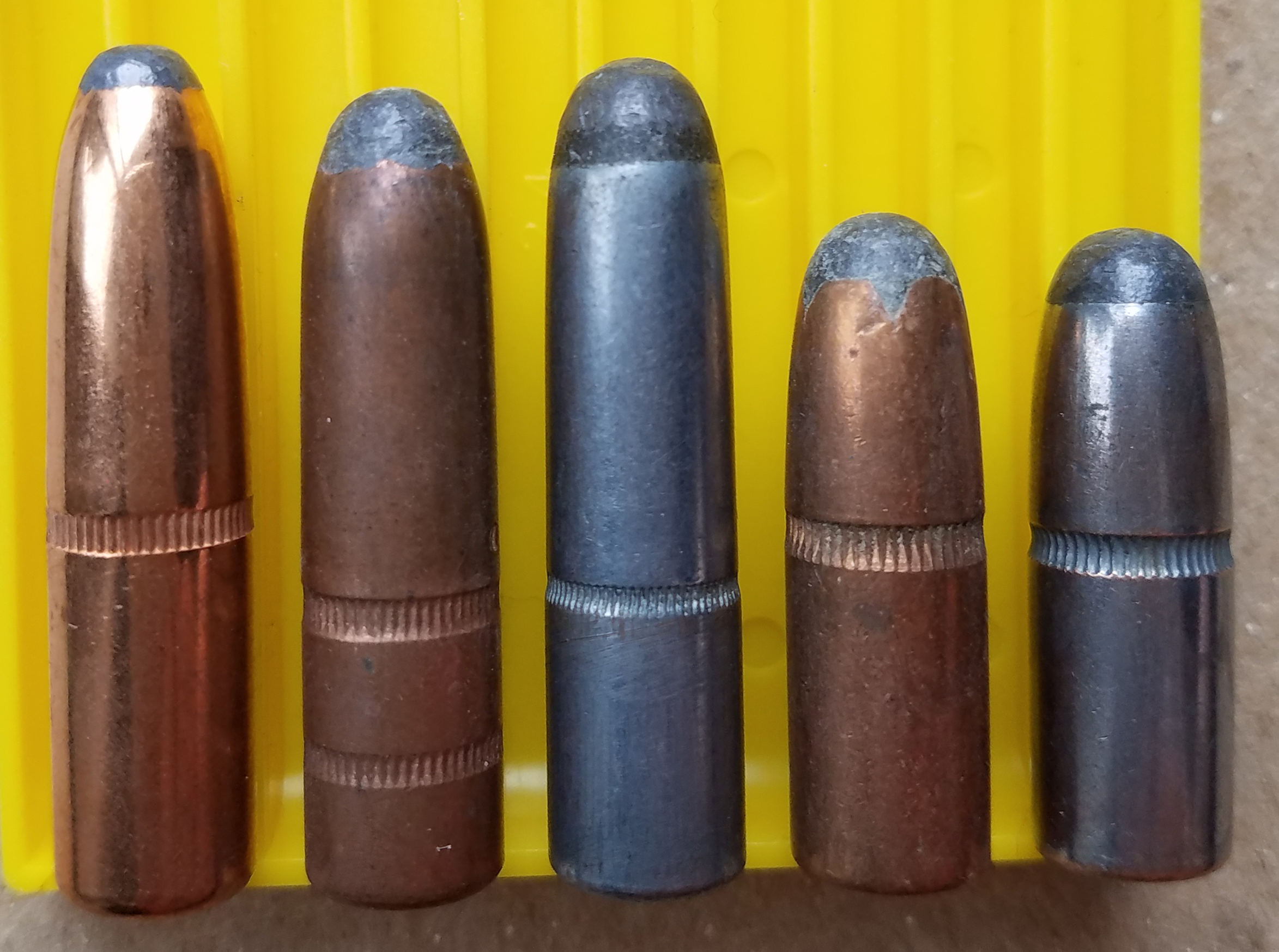
Тупоносі кулі .30 калібру (7,62 мм) демонструють відкритий свинцевий наконечник, характерний для напівоболонкових куль.

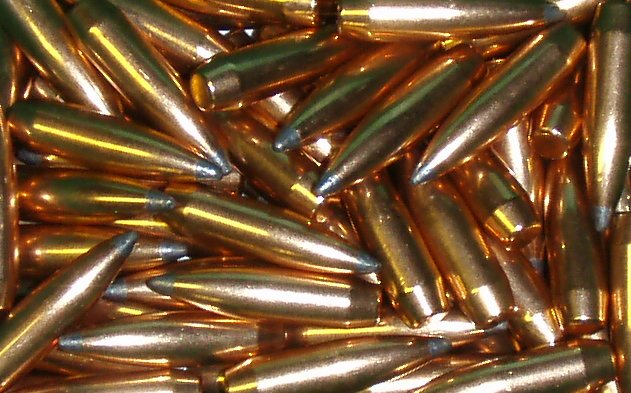
Деякі напівоболонкові кулі мають такий саме аеродинамічний контур як і гостроносі кулі з човниковим хвостом

Напівоболонкова куля (SP), також відома як м'яка куля, оболонкова куля яка розширюється з м'яким металевим осереддям вкритим міцною металевою оболонкою яка має отвір на наконечнику. Напівоболонкова куля зроблена таким чином, щоб розширятися при влучанні в плоть збільшуючи діаметр рани у порівнянні з діаметром кулі. Зброярі зазвичай скорочують назву Jacketed soft point до JSP. Використання напівоболонкових куль в бойових діях заборонено Гаазькою конвенцією 1899 року, декларація IV, 3.

## Еволюція
Кулі зі свинцевих сплавів, які використовували в вогнепальній зброї мали незадовільну швидкість при стрільбі з гвинтівок в яких використовували нітроцелюлозні пороху, наприклад кордит. Наприкінці 19-го століття, кулі зі свинцевого сплаву почали вкривати оболонкою з більш міцної сталі або міді леговані нікелем або цинком, щоб забезпечити надійну стабілізацію обертання в нарізних стволах. Осереддя зі свинцевого сплаву заливали в чашку з міцного металу, який закривав осереддя з боків та спереду, при цьому донце кулі залишалося відкритим. Оболонку кулі можна описати як металевий конверт, сталевий конверт або міцний конверт, а оболонкові кулі можна описати як вкриті металом, з металевою латкою або з металевою оболонкою. Хоча ці нові типи куль було легше стабілізувати на нових великих швидкостях, було виявлено, що нові оболонкові кулі є не такими летальними ніж напівоболонкові попередники. 
Оболонкові кулі були меншого діаметру ніж попередні типи зі свинцевого сплаву, а міцна оболонка не давала деформуватися кулі при ударі. Така деформація збільшує ефективний діаметр кулі, а також може спричинити нестійку траєкторію всередині рани. Покриття свинцю або сплаву твердою оболонкою знижує ці тенденції, незважаючи на велику швидкість, і це в поєднанні з зазвичай меншим калібром створює велику тенденцію для нових гвинтівкових куль створювати меншу рану і проходити наскрізь, а не залишатися в цілі, будь то людина чи тварина, що збільшує ймовірність поранення, а не вбивства. З цієї причини суцільнометалеві кулі вважаються більш гуманними для військових цілей, оскільки необхідно лише вивести з ладу ворожих солдатів, щоб нейтралізувати їх на полі бою; і навпаки, вони менш ефективні для полювання на тварин, де метою є швидке вбивство об'єкту. Для створення набою з бездимним порохом, який би ефективно рухався по нарізам, але при цьому відповідав або перевищував летальність старих набоїв з низькою швидкістю, необхідно було винайти напівоболонкову кулю. Процес був не складним: при створенні оболонки наконечник осереддя з свинцевого сплаву залишали відкритим таким чином створюючи напівоболонкову кулю.

## Розширення

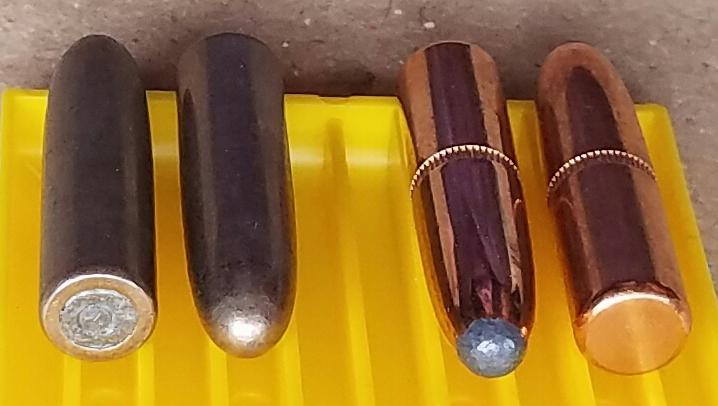
На зображенні видно різницю з розташуванням оболонки на суцільнометалевій кулі ліворуч та напівоболонкові кулі праворуч. Обидві кулі вагою 14 грам .30 калібру. Срібляста оболонкова куля з мідно-нікелевеого сплаву ліворуч має замкнуту оболонку з закругленим наконечником та отвором в донці, в той час як мідні з позолотою кулі праворуч мають пласке закрите донце з відкритою з боку наконечника оболонку. Якщо зарядити кулі навпаки, то при стрільбі суцільнометалева куля буде розширюватися, як напівоболонкова, а напівоболонкова куля навпаки спрацює, як суцільнометалева куля.

У напівоболонковій кулі осереддя зі свинцевого сплаву в передній частині кулі скоріш за все деформується при влучанні в ціль. З боків куля прикрита оболонкою для надійного стабілізуючого обертання по нарізам. Розширення напівоболонкової кулі залежить від твердості осереддя зі свинцевого сплаву, міцності металевої оболонки та енергії доступної від зменшення швидкості кулі, коли куля зустрічає опір цілі. Осереддя з чистого свинцю м'якше за осереддя зі сплаву з металами, наприклад, стибій та олово. Деякі оболонкові сплави має вищу границю міцності ніж інші, а для будь-якого іншого сплаву та процесу відпалювання, товща оболонка буде міцнішою за тоншу оболонку. Енергія, доступна для розширення кулі, пропорційна квадрату швидкості, з якою куля влучає в ціль. Якщо куля проходить через ціль, енергія, представлена квадратом швидкості кулі, що вилітає, не впливає на ціль. Напівоболонкові кулі можуть не розширюватися якщо влучає в ціль на низькій швидкості або якщо ціль не сповільнить достатньо кулю для деформації м'якого наконечника чи руйнування оболонки.
Кулі вармінт-гвинтівок з тонкими оболонками розроблені для швидкого розширення і розпадаються при зустрічі з мінімальним опором. Кулі призначені для полювання на велику дичину розроблені таким чином щоб незахищений наконечник збільшився в діаметрі, але при цьому оболонка не зруйнувалася для більш глибоко проникнення і ураження внутрішніх органів, щоб викликати миттєву смерть. Кулі для полювання на велику дичину інколи мають спеціальні оболонки які мають перемичку в центрі між переднім та заднім осереддями. Передне осереддя, при влучанні в ціль, розширюється, а заднє, завдяки перемичці, залишається неушкодженим. Інші конструкції мають товстіший поясок в центральній частині кулі який запобігає розширенню, в той час як тонша передня частина кулі руйнується. Деякі кулі мають осереддя, яке в передній частині утворене з м'якого сплаву, а в задній частині з міцного сплаву. Інші мають оболонку, яка біля основи кулі товща і звужується до тонкої кромки, яка прилягає до м'якого наконечника.

## Експансивні кулі

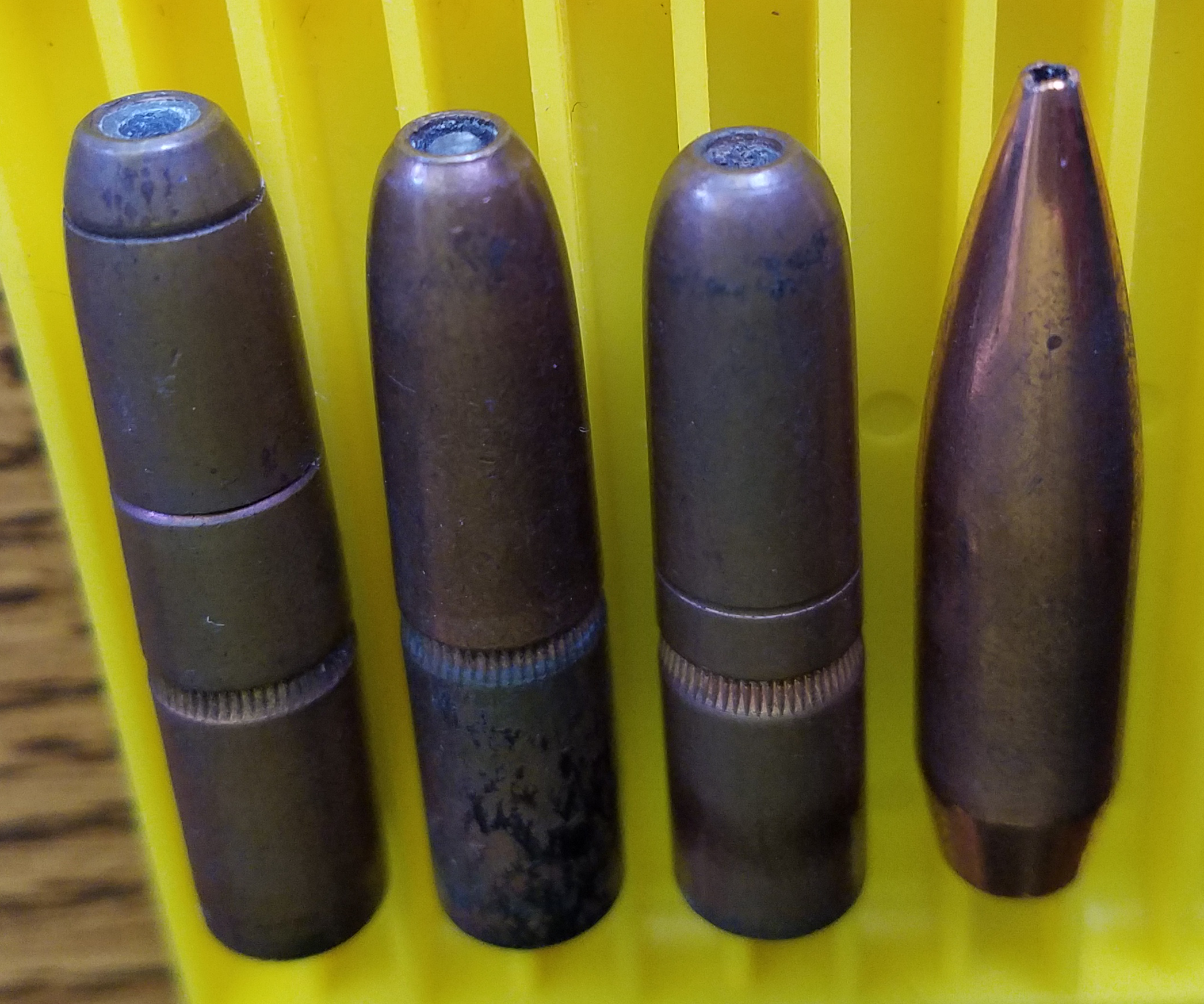
Чотири експансивні кулі .30 калібру (7,62 мм). Кожна з трьох тупоносих куль ліворуч мають невелику порожнину в оболонці на передньому кінці кулі. Такі кулі інколи називають безоболонкові кулі, на відміну від напівоболонкових куль, в яких свинцеве осереддя виходить за межі оболонки. Оболонка куль низьким лобовим опором праворуч має аеродинамічну форму яка закриває порожнину в центрі, тому центр маси всієї кулі залишається в межах повного діаметра кулі, щоб мінімізувати зміщення з віссю каналу ствола.

Напівоболонкові кулі схожі на оболонкові експансивні кулі, оскільки кожна з них має відкриту з переду оболонку. У напівоболонковій кулі м'яке осереддя розширюється вперед, а в експансивній кулі вперед може розширюватися оболонка, підкреслюючи аеродинамічне покращення замість розширення. Кулі з великим осереддям, яке виступає перед оболонкою можуть мати порожнину в осередді, а деякі експансивні кулі не мають оболонки.

## Кулі з пласким кінцем

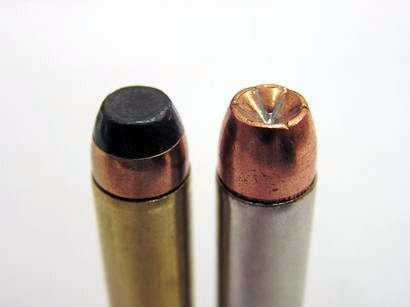
Набій .357 Magnum. Ліворуч: оболонкова пласка/напівоболонкова (JFP/JSP). Праворуч: експансивна куля (JHP). JSP напівоболонковий набій оскільки оболонка не прикриває верхню частину кулі. Пази на верхній частині кулі JHP допомагають розширитися кулі при ударі в м'яку тканину.

Термін оболонкова пласка куля (JFP) може відноситися, як до напівоболонкової так і до суцільнооболонкової кулі з пласким, а не округленим наконечником. До недавно кулі з пласким кінцем були потрібні для гвинтівок з трубчастими магазинами де використовували набої центрального запалення, наприклад, гвинтівки Вінчестера, де набої розташовані один за одним. Використання гостроносих куль в таких гвинтівках є небезпечним, оскільки наконечник кулі розташований навпроти капсуля переднього набою і може викликати детонацію під час відбою.  З кінця 2005 року з'явилися кулі з полімерними наконечниками для покращення балістики і можливості безпечного використання в трубчастих магазинах.